# Landtagswahl im Saarland 2009
- Linke: 11
- SPD: 13
- Grüne: 3
- FDP: 5
- CDU: 19

- Regierung: 27
- Opposition: 24

Die Landtagswahl im Saarland 2009 fand am 30. August 2009 statt. Zum selben Termin wurde auch in Sachsen und Thüringen ein neuer Landtag gewählt.
Die CDU von Ministerpräsident Peter Müller erlitt Verluste im zweistelligen Prozentpunktbereich. Sie verlor damit die absolute Mehrheit im Landesparlament. Auch die SPD unter Heiko Maas verlor Stimmanteile, blieb aber vor der Linken, die mit ihrem Spitzenkandidaten Oskar Lafontaine ihr mit großem Abstand bestes Ergebnis in einem westdeutschen Bundesland erzielte. Die FDP konnte deutlich zulegen. Auch Bündnis 90/Die Grünen gelang der erneute Einzug ins Landesparlament.

## Ausgangssituation
Die CDU regierte seit 1999 im Saarland mit absoluter Mehrheit. Bei der Wahl am 5. September 1999 hatten die Christdemokraten mit 45,5 % und 26 Mandaten eine hauchdünne absolute Mehrheit errungen, die SPD lag mit 25 Mandaten knapp dahinter. 2004 konnte die CDU diese Mehrheit noch ausbauen und erhielt schließlich 27 Mandate. Die SPD musste mit ihrem Spitzenkandidaten Heiko Maas starke Verluste hinnehmen. Sie verlor 13 % der Wählerstimmen und war von nun an mit nur noch 18 Abgeordneten im Landtag vertreten. Bündnis 90/Die Grünen und die FDP/DPS kämpften 2004 um den Wiedereinzug in den Landtag, dem Bündnis 90/Die Grünen seit 1999 und die FDP/DPS seit 1994 nicht mehr angehörten. Dies gelang beiden mit je drei Sitzen. Seit dem Wechsel Barbara Spaniols von Bündnis 90/Die Grünen zur Linken (2007) verfügte Bündnis 90/Die Grünen nur noch über zwei Abgeordnete.
Ergebnisse nach Parteien 2004:
- CDU: 47,5 % – 27 Abgeordnete
- SPD: 30,8 % – 18 Abgeordnete
- Bündnis 90/Die Grünen: 5,6 % – 3 Abgeordnete
- FDP/DPS: 5,2 % – 3 Abgeordnete
- NPD: 4,0 %
- FAMILIE: 3,0 %
- PDS: 2,3 %

Daraus resultierend konnte Peter Müller erneut eine CDU-Alleinregierung bilden.

## Parteien
Folgende Parteien traten zur Landtagswahl an:
- Christlich-Demokratische Union
- Sozialdemokratische Partei Deutschlands
- Bündnis 90/Die Grünen
- Freie Demokratische Partei/Demokratische Partei Saar
- Die Linke
- Familien-Partei Deutschlands
- Freie Bürger Union
- Freie Wähler/Bürgerbündnis
- Gesundheit unser Recht (nur im Wahlkreis Saarlouis)
- Nationaldemokratische Partei Deutschlands

## Wahlziele
Die CDU ging ohne Koalitionsaussage in den Wahlkampf. Der amtierende Ministerpräsident Müller äußerte sich hierzu:

„Die Union sollte durchaus einräumen, dass das Maß an inhaltlicher Übereinstimmung mit der FDP ausreichen kann, um ein gemeinsames Politikprojekt zu wagen. Aber ich glaube nicht, dass wir es nötig haben, als große Volkspartei, die ein Ergebnis von 40 plus x Prozent anstrebt, ein konkretes Koalitionsangebot zu machen.“

Wahlziel der SPD war die Ablösung der CDU-Regierung. Weiterhin sollten die Studiengebühren für Studenten an den saarländischen Hochschulen abgeschafft werden. Der Spitzenkandidat der Saar-SPD schloss eine Koalition mit der Linken nicht aus. Die Linke strebte eine Koalition mit der SPD an. 

## Umfragen
| Institut                | Datum      | CDU  | SPD  | GRÜNE | FDP | DIE LINKE | FAMILIE | Sonstige |
| ----------------------- | ---------- | ---- | ---- | ----- | --- | --------- | ------- | -------- |
| Forschungsgruppe Wahlen | 21.08.2009 | 36 % | 26 % | 6 %   | 9 % | 16 %      | –       | 7 %      |
| Infratest dimap         | 20.08.2009 | 38 % | 26 % | 6 %   | 9 % | 15 %      | 3 %     | 3 %      |
| Infratest dimap         | 22.04.2009 | 36 % | 27 % | 7 %   | 9 % | 18 %      | –       | 3 %      |
| Emnid                   | 16.04.2009 | 38 % | 23 % | 5 %   | 8 % | 22 %      | –       | 4 %      |
| Infratest dimap         | 28.10.2008 | 38 % | 25 % | 5 %   | 6 % | 23 %      | –       | 3 %      |
| Forsa                   | 03.09.2008 | 37 % | 23 % | 5 %   | 7 % | 24 %      | –       | 4 %      |

## Ergebnis
| Partei            | Partei                                      | Kurzform          | Ergebnis 2009 | Ergebnis 2009 | Ergebnis 2004 | Ergebnis 2004 | Sitze  | Sitze | Veränderung | Veränderung |
| Partei            | Partei                                      | Kurzform          | Anzahl        | %             | Anzahl        | %             | Gesamt | +/−   | in %        | in Stimmen  |
| ----------------- | ------------------------------------------- | ----------------- | ------------- | ------------- | ------------- | ------------- | ------ | ----- | ----------- | ----------- |
|                   | Christlich Demokratische Union Deutschlands | CDU               | 184.537       | 34,5          | 209.690       | 47,5          | 19     | ▼ 8   | ▼ 13,0      | ▼ 25.153    |
|                   | Sozialdemokratische Partei Deutschlands     | SPD               | 131.241       | 24,5          | 136.224       | 30,8          | 13     | ▼ 5   | ▼ 6,3       | ▼ 4.983     |
|                   | Die Linke                                   | Linke             | 113.664       | 21,3          | 10.240        | 2,3           | 11     | ▲ 11  | ▲ 18,9      | ▲ 103.424   |
|                   | Freie Demokratische Partei                  | FDP               | 49.064        | 9,2           | 22.842        | 5,2           | 5      | ▲ 2   | ▲ 4,0       | ▲ 26.222    |
|                   | Bündnis 90/Die Grünen                       | Grüne             | 31.516        | 5,9           | 24.830        | 5,6           | 3      | —     | ▲ 0,3       | ▲ 6.686     |
|                   | Familienpartei                              | FAMILIE           | 10.710        | 2,0           | 13.106        | 3,0           | —      | —     | ▼ 1,0       | ▼ 2.396     |
|                   | Nationaldemokratische Partei Deutschlands   | NPD               | 8.099         | 1,5           | 17.590        | 4,0           | —      | —     | ▼ 2,5       | ▼ 10.491    |
|                   | Freie Wähler                                | FW                | 4.528         | 0,8           | —             | —             | —      | —     | neu         | neu         |
|                   | Freie Bürger Union                          | FBU               | 754           | 0,1           | —             | —             | —      | —     | neu         | neu         |
|                   | GUR                                         | GUR               | 680           | 0,1           | —             | —             | —      | —     | neu         | neu         |
|                   | Übrige                                      | Übrige            | —             | —             | 7.106         | 1,6           | —      | —     | ▼ 1,6       | ▼ 7.106     |
| Gesamt            | Gesamt                                      | Gesamt            | 534.793       | 100,0         | 441.628       | 100,0         | 51     |       |             | ▲ 93.165    |
|                   |                                             |                   |               |               |               |               |        |       |             |             |
| Gültige Stimmen   | Gültige Stimmen                             | Gültige Stimmen   | 534.793       | 98,3          | 441.628       | 97,5          |        |       | ▲ 0,7       | ▲ 93.165    |
| Ungültige Stimmen | Ungültige Stimmen                           | Ungültige Stimmen | 9.427         | 1,7           | 11.228        | 2,5           |        |       | ▼ 0,7       | ▼ 1.801     |
| Wahlbeteiligung   | Wahlbeteiligung                             | Wahlbeteiligung   | 544.220       | 67,6          | 452.856       | 55,5          |        |       | ▲ 12,1      | ▲ 91.364    |
| Wahlberechtigte   | Wahlberechtigte                             | Wahlberechtigte   | 804.622       | 804.622       | 816.032       | 816.032       |        |       | ▼ 1,4       | ▼ 11.410    |

## Regierungsbildung
| Koalitionsoption                 | Sitze |
| -------------------------------- | ----- |
| Sitze gesamt                     | 51    |
| Absolute Mehrheit (ab 26 Sitzen) |       |
| CDU, SPD                         | 32    |
| SPD, Linke, Grüne                | 27    |
| CDU, FDP, Grüne                  | 27    |

Zur Bildung einer Mehrheitsregierung waren mindestens 26 Abgeordnete nötig. Damit kamen für die Regierungsbildung sowohl eine Große Koalition aus CDU und SPD als auch eine Dreierkoalition unter Beteiligung der Grünen in Frage, entweder in einer rot-rot-grünen oder einer sogenannten Jamaika-Koalition.
Die Grünen ebneten am 11. Oktober 2009 mit ihrer überraschenden Entscheidung für Koalitionsverhandlungen mit CDU und FDP auf einem Landesparteitag den Weg für die erste Jamaika-Koalition auf Landesebene. Nachdem Parteitage von CDU, FDP und Grünen dies gebilligt hatten, wurde am 9. November 2009 der Koalitionsvertrag unterzeichnet, woraufhin am 10. November die Wahl des Ministerpräsidenten und die Bildung des Kabinetts Müller III folgten.